# Calymmaria rothi
Calymmaria rothi là một loài nhện trong họ Hahniidae.
Loài này thuộc chi Calymmaria. Calymmaria rothi được miêu tả năm 2004 bởi Heiss & Draney.